# 窪田茂 (ゴルファー)
窪田 茂（くぼた しげる、1951年7月1日 - ）は、千葉県出身のプロゴルファー。

## 来歴
1970年に進学した日本大学ゴルフ部では高橋勝成・山口隆三の1年後輩、中川泰一・中島秀徳の1年先輩 に当たり、竹田昭夫監督のスパルタ指導で頭角を現す。1972年の関東学生では5位タイ、1973年の同大会では藤木三郎・中川に次ぐ3位タイに入って日大勢が上位を独占した。
卒業後は滋賀県の近江カントリー倶楽部に就職し、1975年7月にプロ入り する。
1978年の関西プロでは初日に十亀賢二・陳健振（中華民国）・上田鉄弘・上野忠美・藤井義将・柴田猛と並んでの4位タイでスタートし、2日目には上野と共に杉原輝雄・松井一と並んでの3位タイに着けた。
1979年の千葉県オープンでは初日を長谷川勝治・小川清二・草壁政治に次ぐと同時に中東義昭・吉川稲利・日吉定雄と並んでの4位タイでスタートし、最終日には長谷川・日吉・草壁・小林富士夫に次ぐと同時に竹安孝博を抑えての5位に入った。
1979年の日本オープンでは初日に2アンダー70をマークし、日大の後輩である金子柱憲、上野・川村正己・水野紀文と並んでの首位タイでスタート。2日目には通算5アンダーとスコアを伸ばし、上野と首位に並んだ。近江CC時代に何度もプレーし、隅々まで知る日野GCキングコースで連日のベストスコアを出した。3日目にも1つスコアを伸ばし、郭吉雄（中華民国）・山本善隆に1打差付け、通算6アンダーで3日間首位を守る。最終日には大きく崩れて優勝争いから脱落し、中村通・橘田規・鈴村照男・島田幸作・呂良煥（中華民国）・上野と並んでの13位タイに終わった。
1990年のサンコーグランドサマーでは初日に植田浩史・中村輝夫・加藤仁と共に69をマークして5位タイでスタートし、同年の大京オープンを最後にレギュラーツアーから引退。
引退後は中央学院大学でテクニカルコーチ →監督を歴任し、現在は有限会社ドリーム専属インストラクターとして、中央学院大学ゴルフレンジ校、江戸川ラインゴルフ場ゴルフスクールで指導。